# OpenBVE
OpenBVE es un simulador de trenes distribuido como software libre. Este programa es desarrollado a partir del simulador japonés Boso View Express (BVE Trainsim) con el fin de crear una versión con más opciones para el jugador, tales como vistas externas, objetos móviles, descarrilar el tren en caso de sobrepasar la velocidad permitida en una curva o colisionar con otro tren, simular cómo la resistencia del viento afecta la aceleración y el frenado, programar las frecuencias entre trenes, permitir la creación de objetos superiores a los 25 metros de largo, poder reproducir rutas en formato RW y CSV, entre varias mejoras más.
Existen versiones de este simulador para los sistemas operativos Microsoft Windows, Linux y Mac OS X. Además hay versiones en varios idiomas tales como el inglés, alemán, francés, japonés y chino por el momento. El programa ahora se apoya en la base OpenGL, a diferencia de las versiones BVE2 y BVE4 que se apoyan en DirectX y Microsoft .NET .

## Aplicaciones útiles
La primera aplicación disponible exclusivamente para el OpenBVE será lanzada junto a la versión 1.0 del simulador, la cual será el "Train Editor", de similares características al ya existente hecho para BVE.
Mientras tanto también son compatibles las aplicaciones hechas para el simulador Boso View Express, ya que utilizan los mismos formatos tanto como para las rutas, los objetos y los sonidos:
- Track Viewer - visualización de rutas en formato CSV y RW.
- Structure Viewer - visualización de objetos CSV y B3D y conversión a formato X.
- Motor Editor - editor de sonidos de trenes.
- Train Editor - editor de características técnicas y físicas de los trenes.
- Gauge Editor - herramienta para modificar anchos en los paneles del tren.
- Mirror - rotación de objetos.
- Object Converter - conversión de objetos B3D en objetos CSV, y viceversa.
- CSV-X Converter - conversión de grupos de objetos CSV al nuevo formato X.

## Capturas de pantalla

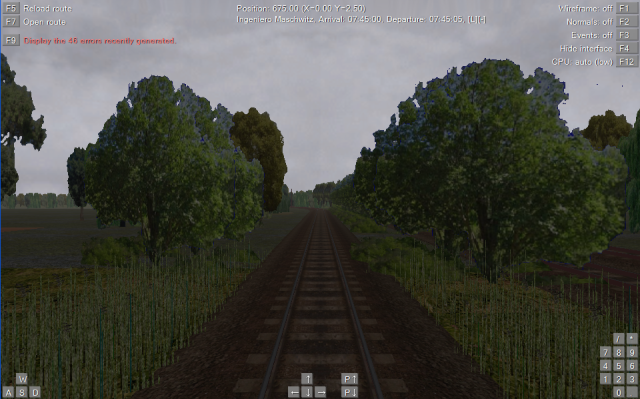
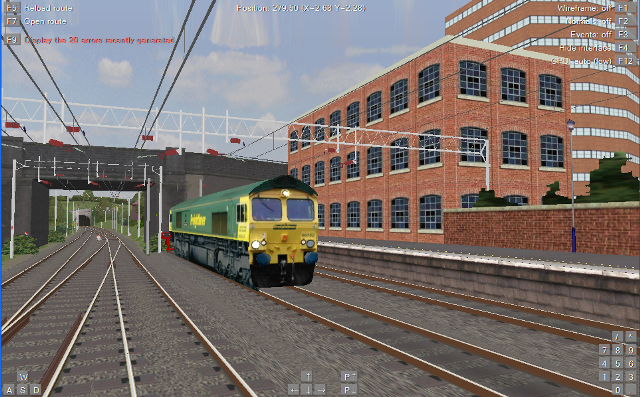
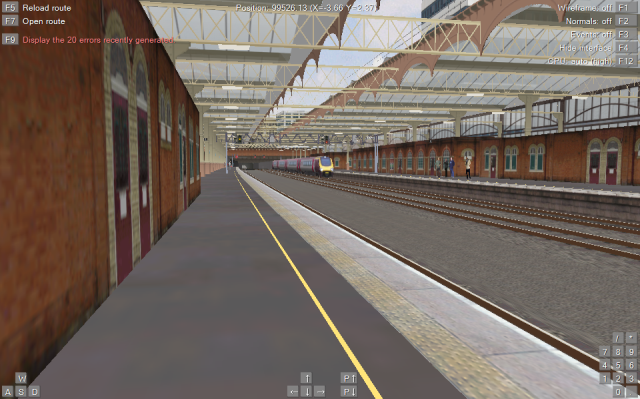